# みしま (フェリー)
みしまは、鹿児島県鹿児島郡三島村が運航しているフェリー。同名の三島航路就航船としては、3代目である。

## 概要
みしま（2代）の代船として三菱重工業下関造船所で建造され、2001年に就航した。

### 就航航路
- 鹿児島港 - 竹島 - 薩摩硫黄島 - 大里港（黒島）- 片泊港（黒島）

通常は鹿児島港発着・黒島折り返しの2日で1往復するダイヤで週2往復程度と、 日帰り片道航海が週1往復運航される。
日帰り片道航海の場合は、片泊港到着後直行便で鹿児島港へ戻るので注意が必要。
荒天や波浪などにより、運休や抜港して運行する場合がある。 ドック期間中は十島村のフェリーとしまと相互に代替運航を行う。

## 設計
船内は大型エレベーターが設置され、段差のないフロアや身障者対応トイレなどバリアフリーに配慮された構造となっている。
右舷後方側面にランプウェイを備える。
離島航路の就航船として活魚用水槽施設、冷蔵施設などを設置している。

## 船内

### 船室
- 一等室（2名×1室）
- 一等和室（6名×1室、10名×1室）
- 二等和室

### 設備
パブリックスペース
- エントランスホール
- レストスペース

供食・物販設備
- 自動販売機

### 展示
船内では、三島村・鬼界カルデラジオパークや村内各義務教育学校の活動に関する展示がなされている。